# Kopli
Kopli je tallinnská čtvrť, náležející do městské části Põhja-Tallinn. Čtvrť se rozkládá na severozápadě Tallinnu na Kopelském poloostrově. V minulosti se nazývala Koppel nebo Ziegenkoppel.